# Paola Tirados
Paola Tirados Sánchez (ur. 14 stycznia 1980 w Las Palmas) – hiszpańska pływaczka synchroniczna, medalistka olimpijska z Pekinu, uczestniczka letnich igrzysk olimpijskich w Sydney i Atenach, dziewięciokrotna medalistka mistrzostw świata.
Trzy razy w swej karierze brała udział w igrzyskach olimpijskich. W 2000 roku, w ramach olimpijskich zmagań w Sydney wystąpiła w konkurencji duetów. Uzyskała ona wynik 94,52 pkt plasujący je na 8. pozycji w tabeli wyników. W 2004 wystąpiła w rozgrywanych w Atenach letnich igrzyskach olimpijskich, podczas których rywalizowała w konkurencji duetów oraz drużyn. Na tych igrzyskach zajęła w obu konkurencjach 4. pozycję, uzyskując rezultaty odpowiednio 96,251 oraz 96,751 pkt. Cztery lata później startowała w letnich igrzyskach olimpijskich w Pekinie, biorąc tam udział w rywalizacji drużyn i zdobywając srebrny medal dzięki rezultatowi 98,251 pkt.
Począwszy od 1998 roku, pięciokrotnie startowała w mistrzostwach świata – medale zdobywała na czempionatach w Barcelonie (1 srebrny, 1 brązowy), Montrealu (1 srebrny, 2 brązowe) i Melbourne (3 srebrne, 1 brązowy). W latach 2000–2008 na mistrzostwach Europy (Helsinki, Berlin, Madryt, Budapeszt, Eindhoven) wywalczyła dziesięć medali, w tym trzy złote.